# Времеврът
Времевъртът е устройство от третата книга от романа на шотландската писателка Джоан Роулинг - Хари Потър. Използва го Хърмаяни Грейнджър, за да се връща назад във времето, за да ходи на допълнителните си часове.
Времевъртът представлява огърлица, направена от 3 пръстена. В най-вътрешния от тях има малък пясъчен часовник с кафяв пясък. На най-външния пръстен има „дръжчици“, които, когато се завъртят, завъртат и трите пръстена. При всяко завъртане на времевърта притежателят му се връща с един час назад във времето.
Има строго определени правила, които трябва да се спазват при използването му:
1. Първо и най-важно е правилото че не трябва да те видят или да усетят, че те няма на мястото, където трябва да си.
2. Трябва да се пазиш да не те види миналото ти аз, защото ще помислиш, че си полудял.
3. Трябва да се върнеш на мястото, от което си се върнал назад във времето точно когато видиш миналото ти аз, че се връща назад във времето.